# جون مون
جون مون هو سياسي كندي، ولد في 13 أبريل 1882، وتوفي في 25 يناير 1942.